# De Invierno de Tor
De Invierno de Tor es el nombre de una variedad cultivar de manzano (Malus domestica). Esta manzana es originaria de Galicia, está cultivada en la colección de árboles frutales y banco de germoplasma de Mabegondo con el N.º 349; ejemplares procedentes de esquejes localizados en San Xillao de Tor, parroquia del municipio de Monforte de Lemos (Lugo).

## Sinónimos
- "Manzana De Invierno de Tor",[4][5]
- "Maceira De Invierno de Tor".

## Características
El manzano de la variedad 'De Invierno de Tor' tiene un vigor medio. Tamaño grande y porte erguido.
Época de inicio de brotación a partir del 13 de mayo y de floración a partir del 1 de junio.
Las hojas tienen una longitud del limbo de tamaño medio, con la máxima anchura del limbo es media. Longitud de las estípulas es corta y la máxima anchura de las estípulas es desconocido. Denticulación del borde del limbo es serrado, con la forma del ápice del limbo cuspidado y la forma de la base del limbo es obtuso. Con subestípulas ausentes.
Sus flores tienen una longitud de los pétalos corta, con una anchura de los pétalos estrecha, disposición de los pétalos en contacto entre sí, con una longitud del pedúnculo media.
La variedad de manzana 'De Invierno de Tor' tiene un fruto de tamaño pequeño, de forma plana-globosa, de color bicolor, con chapa lavada, e intensidad media. Epidermis de textura suave, con pruina en su superficie y con presencia de cera débil. Sensibilidad al "russeting" (pardeamiento áspero superficial que presentan algunas variedades) muy poco sensible. Con lenticelas de tamaño mediano.
Los sépalos están dispuestos de forma variable, y variable en su base; su fosa calicina es poco profunda y de una anchura estrecha. Pedúnculo de grosor grueso y de longitud corto, siendo la cavidad peduncular de una profundidad poco profunda y de anchura estrecha. Con pulpa de color blanca, cuya firmeza es intermedia y su textura es intermedia; su jugosidad es intermedia, con sabor de acidez débil, y poco aromática.
Época de maduración y recolección a partir del 15 de octubre. 'De Invierno de Tor' es una manzana que su destino es la conservación de esta variedad en el banco de germoplasma de Mabegondo como reserva genética.

## Susceptibilidades
- Oidio: ataque débil
- Moteado: ataque medio
- Raíces aéreas: no presenta
- Momificado: no presenta
- Pulgón lanígero: no presenta
- Pulgón verde: ataque medio
- Araña roja: no presenta
- Chancro del manzano: no presenta.[3]